# Ludzer Eringa
Ludzer Jacobus Eringa (Parrega, 4 november 1901 – Calvi, 22 juni 1962) was een Nederlands acteur (bekend van onder andere Boefje en Willem van Oranje).
Hij was zoon van Geeske Ytsma en predikant Dirk Eringa, die in 1906 overleed. Hijzelf bleef voor zover bekend ongehuwd.
Hij bezocht voor de middelbare schoolopleiding het (vermoedelijk niet afgemaakte) gymnasium. Tijdens zijn militaire keuring was hij kantoorbediende met drie jaar gymnasium. Hij werd echter het toneel ingetrokken. Een bezoekje aan Berlijn bracht hem in contact met actrice Adèle Sandrock, die hem onder haar hoede nam. Hij leerde er tevens aan de Reinhardt Schule. De crisisjaren in Duitsland brachten hem terug naar Nederland.
Hij was als toneelacteur verbonden aan het stadstheaters van Weimar en Eisenach, het Koninklijke Vereeniging Het Nederlandsch Tooneel van Willem Royaards, het Hofstad Tooneel, START en gezelschappen van Dirk Verbeek (Den Haag) en Cor Hermus (Amsterdam.
Naast zijn werk voor toneel en film was hij te beluisteren in vele hoorspelen op de radio, waaronder Paul Vlaanderen. Rond 1953 vertrok hij naar Corsica, waar hij met collega Floor Middag een hotel, pension annex rusthuis (Maison Viola) runde. Het vertrek daarnaartoe was min of min gedwongen. Door problemen met de Duitse bezetter was zijn gezondheid achteruitgegaan; er werd geadviseerd naar zonniger gebieden te vertrekken.

## Films
| Jaar | Titel                                | Rol                      |
| ---- | ------------------------------------ | ------------------------ |
| 1934 | Willem van Oranje                    | Van Hoogstraten          |
| 1935 | Het mysterie van de Mondscheinsonate | Onbekend                 |
| 1936 | Merijntje Gijzens Jeugd              | Officier van Justitie    |
| 1936 | Klokslag twaalf                      | Onbekend                 |
| 1939 | Boefje                               | Onbekend                 |
| 1948 | But Not in Vain                      | 2de Gestapo Man          |
| 1949 | Een koninkrijk voor een huis         | Onbekend                 |
| 1950 | Myrte en de Demonen                  | De Maan                  |
| 1952 | Le banquet des fraudeurs             | Nederlandse Burgemeester |